# 中村直吉
中村 直吉（なかむら なおきち、慶応元年6月25日〈1865年8月16日〉 - 昭和7年〈1932年〉7月27日）は、明治時代の冒険家。生来の旅好きで「旅行狂」「風船玉」を自称した。

## 生涯

### アメリカ行きまで
三河国吉田呉服町（現・愛知県豊橋市呉服町）に生まれる。
明治20年（1887年）、福沢諭吉が横浜正金銀行初代頭取だった中村道太とともに、アメリカに「日本村」建設を計画すると、これに共鳴し参加を志す。しかし、計画の責任者だった井上角五郎が甲申政変に関与した嫌疑で逮捕されたため、渡航直前に計画が頓挫してしまう。
アメリカ行きの志を諦めきれない直吉は、翌21年（1888年）に結婚後間もない妻を残し単身渡米した。以後、同26年（1893年）の一時帰国を挟んで、明治31年（1898年）までの前後10年間に及ぶ海外放浪を続け見聞を広める。

### 世界一周
帰国後は、呉服町で帽子店を営む一方で政治活動にも関わるが、再び海外渡航の計画を立てるようになる。
明治34年（1901年）、36歳の直吉は帽子店を妻子に任せ、世界一周に出発した。ステッキを片手に、「World Explorer（世界探検家）」と書かれた白いリボンを洋服につけてアジア、中近東、アフリカ、ヨーロッパ、南北アメリカ、ニュージーランド、オーストラリアを周遊。シンガポールで同時代の旅行家である岩本千綱と、万博が開催されていたセントルイスやテキサスでは社会主義者の片山潜と出会っている。60カ国・5年10ヶ月に及ぶ旅で、その間の記録は、彼の「世界各国旅行証明簿」と名付けた冊子に記録された。行く先々では、各国の王族、貴族など著名人から一般市民まで出会った人々にサインを求めたため、冊子には400以上のサインが記されている。
明治40年（1907年）、世界一周旅行から帰国。後に自己の探検記を、当時の人気作家・押川春浪との共編という形で『五大州探検記』と題して出版した（全5巻）。これにより、中村は「明治の快男児」として各界から持て囃された。また旅行記執筆とあわせて、講演のため各地を旅行している。

### その後
後年は、私設移民相談所を開設したり学生向けの食堂を企画する傍ら、再び政治活動に関心を持つ。昭和3年（1928年）には社会民衆党に所属して豊橋市会議員に立候補するが、得票数5票で落選という結果に終わった。新天地を求めて南米への移住を決意するも、渡航手続きのため上京した昭和7年（1932年）7月、かき氷を食べて心臓麻痺を起こし急逝。享年69（満68歳没）。

## 著作
- 『五大洲探検記』（押川春浪との共編） 博文館 1908-1912年
  - 第1巻「亜細亜大陸横行」
  - 第2巻「南洋印度奇観」
  - 第3巻「鉄脚従横」
  - 第4巻「亜弗利加一周」
  - 第5巻「欧洲無銭旅行」

5年10ヶ月にわたる世界一周旅行の内、2年3ヶ月分を収めたもの。アジア、アフリカ、ヨーロッパを回り、海路ニューヨークへ向かうところで終わっている。有名作家の押川春浪との共著ということでフィクションとのあらぬ疑惑を受けたこともあり、実際、押川の筆によるほら話や誇張が含まれる。南アフリカにおける白人支配の実態等の鋭い観察も指摘されている。
- 『世界探検十五万哩』 上・下　啓成社 1915年
  - 復刻版 『世界探検十五万哩 ; 南米アマゾン探検談』ゆまに書房〈シリーズ出にっぽん記 : 明治の冒険者たち, 第3巻〉、1993年。ISBN 4896687019。 NCID BN10147576。
- 『アマゾン探検記』 啓成社 1916年
  - 復刻版 『アマゾン探検記』ゆまに書房〈シリーズ出にっぽん記 : 明治の冒険者たち, 第4巻〉、1993年。ISBN 4896687027。 NCID BN10147634。

なお、「亜細亜大陸横行」や「南洋印度奇観」の巻末に、『南米に行け』（発行・南米協会、発売・博文館）の近刊広告が掲載されているが、実際に出版されたかは不明。

## 展覧会など
- 豊橋市中央図書館にて、「郷土ゆかりの『冒険者』展」(2009年1月31日-3月1日)で紹介される。彼の旅の手帳など所持品は同図書館に所蔵されている。
- 毎日放送「道浪漫」1999年2月14日放送分「南アフリカ2,000km 100年の夢を追って」では俳優の永島敏行が中村直吉の足跡を追って旅をした。
- TBSTV「日立　世界ふしぎ発見!」2003年3月18日、25日放送の「世界を踏破した男　中村直吉　アフリカにかけた夢と野望」前後篇で紹介される。
- 豊橋市中央図書館にて、「明治の冒険家　中村直吉展」(2017年11月3日 - 12月24日)。TBSの番組の鑑賞会もあり。